# Celso Alonso
Celso Alonso, dit Celsín ou Celso, né le 25 septembre 1931 dans la paroisse de Turón (Asturies, Espagne) et mort le 12 mars 2019 à Gijón, est un footballeur espagnol, jouant au poste d'avant dans les années 1950 et 1960.

## Biographie
Celso Alonso Rodríguez naît en 1931 à Ḷḷinares, un village de la paroisse minière de Turón, située dans la commune de Mieres dans la province des Asturies. Il étudie au collège La Salle de Turón, dont il intègre l'équipe junior de football.

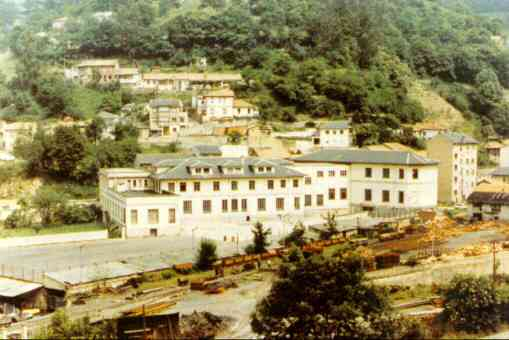
Le collège La Salle de Turón.
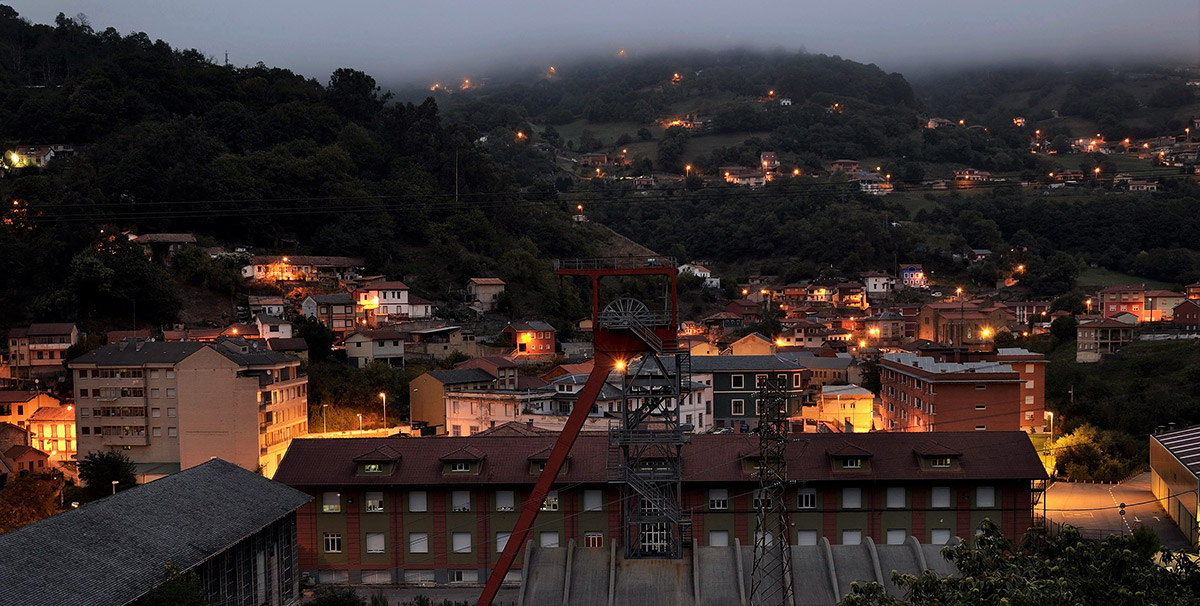
Vue sur la vallée de Turón.

Au début des années 1950, il joue au Deportivo Turón, en troisième division espagnole. De 1956 à 1958 il est footballeur professionnel en Segunda División, au Círculo Popular de La Felguera puis au Caudal Deportivo, deux clubs de bas de tableau.
Au moment des grèves de 1962, dont Turón est l'un des épicentres, il quitte son village natal pour la France et rejoint le Stade lavallois, qui évolue en Division d'Honneur de la Ligue de l'Ouest. 

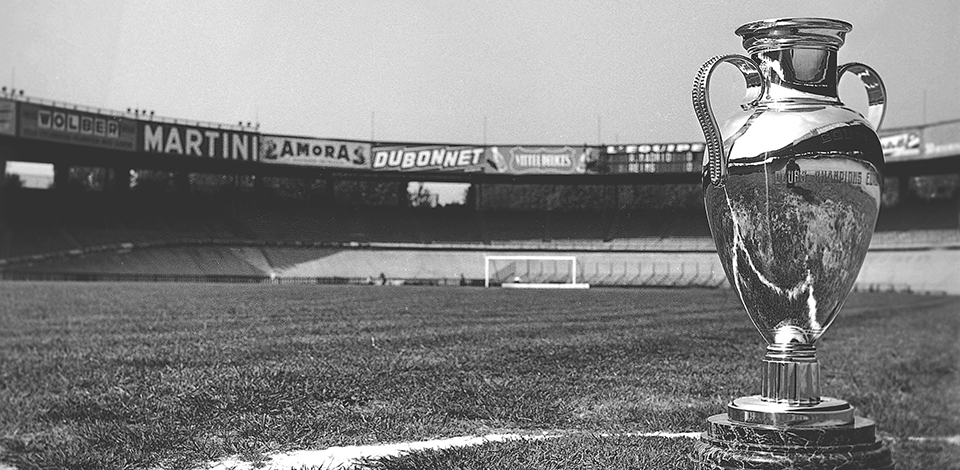
Le Parc des Princes, théâtre de la finale du CFA 1965.

Ouvrier d'usine, il s'entraîne à 19 heures après le travail et joue au football le dimanche, dans une équipe composée essentiellement de joueurs mayennais où il est le seul étranger et l'un des rares ex-pros,. Deuxième marqueur de l'équipe, il est champion de DH en 1964 et accède au championnat de France amateur. En 1965 il est champion du groupe Ouest de CFA et emmène son équipe en finale du championnat de France amateur au Parc des Princes. Aligné comme numéro 10 devant 16 000 spectateurs, il séduit les observateurs par ses qualités d'organisateur mais voit son équipe s'incliner face au Gazélec Ajaccio de Pierre Cahuzac, ancien international français. 
Après quatre saisons comme maître à jouer du Stade lavallois, il rejoint le club voisin de l'AS Sablé, dans la Sarthe. En décembre 1966 il signe à l'AAJ Blois, club de CFA. En 1967 et 1969 il participe à plusieurs rencontres amicales avec des formations d'anciens joueurs du Stade lavallois,.
Le passage de Celso Alonso au Stade lavallois coïncide avec la montée en puissance du club mayennais, qui connaîtra quelques années de relative stagnation après son départ. « Alonso n'a pas été remplacé », dira le capitaine lavallois Jacques Ferrette en 1969.
Il réside en France jusque dans les années 1980, tout en revenant à Turón chaque été. Il meurt le 12 mars 2019 à Gijón, à l'âge de 87 ans,.

## Style de jeu
Celso Alonso est décrit comme un joueur « cérébral, fin, élégant, rapide, et doté d'une puissante frappe de balle des deux pieds, ce qui lui a permis de devenir un top scorer ».
Il est aligné au poste d'inter jusqu'à la saison 1965-1966, où le schéma tactique du Stade lavallois passe du « W-M » au 4-2-4. Alonso est alors utilisé comme avant-centre. 

## Palmarès

### Avec le Stade lavallois
- 1964 : champion du groupe Ouest de DH.
- 1965 : champion du groupe Ouest de CFA.
- 1965 : finaliste du championnat de France amateur.